# Antonios Nikopolidis
Antonios Nikopolidis (griechisch Αντώνιος Νικοπολίδης, * 14. Oktober 1971 in Arta) ist ein ehemaliger griechischer Fußballtorwart und heutiger Trainer. Sein Trainerdebüt gab er am 20. Januar 2013 im Spiel von Olympiakos Piräus gegen den PAS Ioannina.

## Karriere als Spieler
Nikopolidis begann seine Karriere bei Anagennisi Artas als Stürmer. Der Zufall wollte es, dass er seinen Cousin an dessen Hochzeitstag im Tor vertreten musste. 1989 wechselte Nikopolidis zum griechischen Spitzenverein Panathinaikos Athen. Von der Ersatzbank aus erlebte er drei griechische Meistertitel (1990, 1991, 1995), drei Pokalsiege (1993, 1994, 1995) und zwei Siege im griechischen Supercup (1994, 1995). 1995 wurde Nikopolidis Stammtorhüter bei Panathinaikos und gewann 1996 zum ersten Mal als solcher die griechische Meisterschaft.
In den folgenden Jahren entwickelte er sich zu einem der besten griechischen Torhüter und gab am 18. August 1999 gegen El Salvador sein Debüt in der griechischen Nationalmannschaft. Unter dem deutschen Trainer Otto Rehhagel war Nikopolidis im Tor der Nationalmannschaft gesetzt, auch vor der EM 2004, für die sich Griechenland erstmals seit 1980 wieder qualifiziert hatte, obwohl Nikopolidis bei Panathinaikos zu dieser Zeit nur Ersatztorhüter war. Nach dem Doublesgewinn 2004 (Meisterschaft und Pokalsieg) von der Bank aus nahm Nikopolidis praktisch ohne Spielpraxis aus dem Ligabetrieb an der EM 2004 teil. Dort bildete er den Rückhalt der griechischen Mannschaft, die den EM-Titel gewann. Nikopolidis wurde auf Grund seiner Leistungen (nur vier Gegentore in sechs Spielen) ins All-Star-Team der EM berufen.
Nach der EM wechselte Nikopolidis ablösefrei zu Olympiakos Piräus, wo er Stammtorhüter wurde und zum Gewinn der Doubles 2005, 2006, 2008 und 2009 beitrug. Sein Vertrag lief bis 2010.
Bei der Fußball-Europameisterschaft 2008 in Österreich und der Schweiz konnte Nikopolidis, abermals Stammtorhüter, nicht überzeugen und sorgte vor allem durch einige Fehlgriffe für Aufmerksamkeit. Dennoch absolvierte er alle Spiele in voller Länge und war im letzten Spiel gegen Spanien sogar Mannschaftskapitän. Nach dem Ausscheiden des Titelverteidigers in der Gruppenphase beendete er seine Nationalmannschaftskarriere.
Im Juni 2010 gab er sein Karriereende bekannt, revidierte dies jedoch kurze Zeit später, ehe er zum Ende der Saison 2010/11 seine aktive Karriere endgültig beendete.
Für die Nationalmannschaft absolvierte Nikopolidis von 1997 bis 2008 90 Spiele und ist damit Rekordtorhüter seines Landes.

## Karriere als Trainer
Im Oktober 2012 wurde Nikopolidis Co-Trainer bei Olympiakos Piräus. Am 19. Januar 2013 übernahm er nach der Entlassung des Cheftrainers Leonardo Jardim das Team als Interimstrainer.

## Erfolge
- 11× Griechischer Meister: 1989/90, 1990/91, 1994/95, 1995/96, 2003/04, 2004/05, 2005/06, 2006/07, 2007/08, 2008/09, 2010/11
- 9× Griechischer Pokalsieger: 1990/91, 1992/93, 1993/94, 1994/95, 2003/04, 2004/05, 2005/06, 2007/08, 2008/09
- 3× Griechischer Supercupsieger: 1993, 1997, 2007
- Wahl zum besten Torwart Griechenlands: 1999/00, 2001/02, 2002/03, 2003/04, 2004/05, 2005/06, 2007/08, 2008/09
- Europameister: 2004

## Privatleben
Nikopolidis ist mit der ehemaligen Basketballerin Vaso Stasinou verheiratet. Die beiden haben drei gemeinsame Kinder. Seinen Spitznamen „Clooney“ verdankt er Journalisten bei der Fußball-Europameisterschaft 2004, die ihm eine Ähnlichkeit mit dem amerikanischen Schauspieler George Clooney attestierten. 2012 veröffentlichte Nikopolidis seine Memoiren. Der Titel: „Das Spiel meines Lebens“ (griechisch Ο αγώνας της ζωής μου).